# Wiżgóry (gmina)
Wiżgóry (alt. Wizgury; od 1870 Wiżajny) – dawna gmina wiejska istniejąca w XIX wieku w guberni suwalskiej. Siedzibą władz gminy były Wiżgóry (Wizgury).
Za Królestwa Polskiego gmina należała do powiatu suwalskiego w guberni suwalskiej. 31 maja 1870 do gminy przyłączono pozbawione praw miejskich Wiżajny, po czym gminę przemianowano na gminę Wiżajny; równocześnie od gminy odłączono 8 wsi i przyłączono je do gminy Kadaryszki.